# Transporte Aquaviário do Rio de Janeiro
O transporte aquaviário do Rio de Janeiro é composto por um conjunto de linhas de barcas e catamarãs, operando no transporte público de passageiros na Baía de Guanabara e na Baía da Ilha Grande, nos municípios de Rio de Janeiro, Niterói, Angra dos Reis e Mangaratiba, no estado do Rio de Janeiro. Desde 12 de fevereiro de 2025, é operado pela concessionária Barcas Rio.

## Serviço de transporte

### História do serviço

#### Antes das barcas
Há milênios, as águas do litoral fluminense já eram singradas pelas canoas indígenas. Desde o século XVII, pequenas embarcações a remo ou a vela, chamadas de faluas, navegavam o interior da Baía da Guanabara fazendo o transporte de víveres e de pessoas entre os povoados localizados no interior da mesma. Quase sempre, o destino final da produção agrícola daquelas localidades era o Rio de Janeiro, capital e principal cidade da colônia desde 1763, cujos principais portos se localizavam nas águas abrigadas da Baía.
Em 1779, por ordem do vice-rei Marquês do Lavradio, foram contabilizadas 22 lanchas e 10 saveiros, que realizavam viagens frequentes entre o então Saco da Boa Viagem (atualmente a região das praias das Flechas, Itapuca e Icaraí) e a capital colonial. De São Domingos à Praia Grande, havia mais cinco lanchas e 18 saveiros. Os locais de atracação eram dois em Mata-Porcos (Icaraí), dois em Maruí, sete na Vala (São Lourenço) e três no Barreto. Com o passar do tempo, os locais de partida e de chegada foram se restringindo às praias com águas mais calmas, que acabaram sendo denominadas de "portos": Mata-Porcos, das Faluas (atual Praça Arariboia), Maruí e Barreto.
No ano de 1817, o governo real concedeu as primeiras permissões para a navegação a vapor (então uma tecnologia recente) na Baía. No entanto, não apareceriam interessados na exploração daquela concessão pelos próximos anos. Em 1819, Dom João VI elevou Praia Grande à categoria de "Vila Real". E a antiga "Rua Direita da Conceição", que desembocava junto ao Porto das Faluas, se tornou o centro comercial da localidade, aumentando a movimentação de embarcações naquele atracadouro e criando uma espécie de ponte marítima entre Praia Grande e o Rio de Janeiro, que cada vez mais consumia produtos oriundos do outro lado da Baía.
Em 1834, a Vila Real de Praia Grande foi elevada à condição de município e passou a ser a capital da Província do Rio de Janeiro com o novo nome de Niterói a partir do ano seguinte. Mesmo ano em que finalmente se inicia a exploração comercial da rota entre a nova capital e a então Corte Imperial por uma empresa particular, de acordo com um novo decreto de concessão de 9 de outubro de 1833.

#### Companhia de Navegação de Niterói
A "Companhia de Navegação de Niterói" foi criada em 14 de outubro de 1835. A primeira embarcação a fazer a travessia foi o vapor inglês "Especuladora", que, juntamente com as barcas "Nictheroyense" e "Praiagrandense", formavam a totalidade da frota. Cada vapor tinha capacidade para 250 passageiros, que atravessavam a Baía entre o Cais Pharoux (atual Praça XV de Novembro) e a Praça Martim Afonso (atual Praça Arariboia) em 30 minutos de viagem. A tarifa normal custava 100 réis nos dias úteis e 160 réis aos domingos e feriados. Após as 18 horas, todas as tarifas subiam para 320 réis. Os escravos pagavam 80 réis nos dias normais e 100 após as 18 horas. As cargas eram tarifadas de acordo com o arbítrio do cobrador. João Mourrissy foi o primeiro diretor da Companhia.
Em 23 de maio de 1844, ocorreu o primeiro acidente grave do sistema. A pioneira "Especuladora" explodiu após um problema com sua caldeira. Cerca de 70 passageiros morreram e outros 50 ficaram feridos.

#### Companhia Nictheroy & Inhomerim
Em 1840, foi fundada a "Companhia Inhomerim", que passou a explorar o serviço de transporte marítimo entre o Porto das Caixas, em Itaboraí e o Porto de Estrela (localidade no atual município de Magé). Desejando aumentar a capacidade de transporte entre o Rio de Janeiro e Niterói, o Governo Imperial fez um decreto em 1851 autorizando essa companhia a concorrer com as barcas da "Sociedade Navegação de Niterói". A concorrência não durou muito, e em março de 1852 ambas as empresas se fundiram, sob a nova denominação de "Companhia Nictheroy & Inhomerim" (grafia da época). Com o incremento, foram criadas novas linhas ligando o Largo do Paço até a Praia de Botafogo (na altura da Rua São Clemente) e os bairros da Ilha do Governador, Paquetá, Catete e Inhaúma. Nesta época, havia nove embarcações realizando as travessias: Santa Cruz; Restauração; São Clemente; Botafogo; Petrópolis; Ponta d'Areia; Inhomerim; Nictheroy e São Domingos.

#### Companhia Ferry e Barcas Fluminenses
Em 1853, o empresário norte-americano Clinton Van Tuyl chega ao Rio de Janeiro disposto a trazer embarcações semelhantes às balsas do Rio Mississipi, mais modernas que as utilizadas pela "Companhia Nictheroy & Inhomerim", que detinha o privilégio de exclusividade na exploração do serviço até 1861. Aproveitando-se do clima de insatisfação dos usuários para com a qualidade dos serviços prestados pela "Nictheroy & Inhomerim", Van Tuyl passou a pleitear a quebra do monopólio das barcas através de artigos publicados na imprensa fluminense. Mas seria outro norte-americano, Thomas Rainey, que conquistaria o direito de fundar uma nova empresa de transporte aquaviário na Baía da Guanabara. Rainey, um sulista exilado pela Guerra Civil Americana, alegou que a ideia original de trazer balsas do tipo ferry para a ligação Rio/Niterói era sua, e que Clinton Van Tuyl seria apenas um preposto seu. A polêmica entre os dois compatriotas duraria até 1858, quando ambos se reuniram em Nova York. Van Tuyl vendeu para Rainey a empresa que já havia sido criada no Brasil, e o segundo retornou ao Rio de Janeiro, a fim de esperar o término do privilégio de exclusividade da "Nictheroy & Inhomerim".
Em 29 de junho de 1862, são finalmente inaugurados os serviços da "Companhia Ferry". Com barcas de proa dupla, maquinário mais rápido e mais capacidade de transporte de carros e passageiros, as barcas de Thomas Rainey logo se tornaram as favoritas dos usuários. Com isso, a "Companhia Nictheroy & Inhomerim" não suporta a concorrência e fecha três anos depois. A "Companhia Ferry" também investiu no conforto de seus passageiros, construindo uma moderna estação na Praia de Dom Manoel, no Rio de Janeiro, cujo prédio seria utilizado até a primeira década do século seguinte. À inauguração do serviço, compareceram Dom Pedro II, acompanhado de sua Família Imperial e um séquito de 1 600 pessoas que incluía ministros e senadores. Também foram construídas novas pontes de atracação em Niterói, uma no bairro de São Domingos e outra em frente à Rua Marquês de Caxias.
No entanto, logo após a falência da "Nictheroy & Inhomerim", a "Ferry" também passou a ser alvo de reclamações da população, por conta dos aumentos tarifários e de sua tabela de horários, que cessava às 22 horas. E, assim como antes, as reclamações propiciaram o surgimento de mais um empreendedor disposto a concorrer pela preferência dos usuários: o alemão Carlos Fleiuss, que, em 6 de janeiro de 1870, inaugura os serviços de sua "Companhia Barcas Fluminenses", novamente com a presença de Dom Pedro II, e contando com três embarcações: Côrte, São Domingos e Nictheroy. Graças à concorrência mútua, as tarifas diminuíram de valor, ocasionando um aumento considerável na quantidade de viajantes. Mas a competição também gerou preocupações às autoridades, por conta da rivalidade dos mestres de navegação de ambas as empresas, que apostavam corridas e praticavam todo tipo de manobras imprudentes durante as viagens.
A "Companhia Ferry" existiu até o final do Império, tendo, anos antes, sido vendida ao comendador Antônio Martins Lage. E, em 1877, após dificuldades financeiras, a "Barcas Fluminenses" seria incorporada pela própria "Ferry", que, assim, recuperou seu monopólio.

#### Cantareira
Às vésperas da Proclamação da República, em 1 de outubro de 1889, a "Companhia Ferry" se funde com a "Empresa de Obras Públicas no Brasil" (EOPB), responsável pelo abastecimento de água e pelo serviço de carris em Niterói, formando a "Companhia Cantareira e Viação Fluminense" (CCVF), com onze embarcações: Primeira; Segunda; Terceira; Quarta; Quinta; Sexta; Sábado; Dona Isabel e mais três que pertenciam à antiga EOPB. Em 1894, foi implementada a iluminação elétrica a bordo. Em 1902, a companhia foi remodelada, passando a ser administrada pelo capitalista luso-brasileiro Visconde de Moraes, que, em 1908, se associou aos britânicos proprietários da "Leopoldina Railway". Em julho daquele mesmo ano, foi inaugurada a nova estação de passageiros em Niterói, e iniciou-se a construção de um novo terminal no Rio de Janeiro, em substituição àquele construído por Thomas Rainey.
Em 6 de janeiro de 1895, ocorreu o segundo grande acidente das barcas, quando uma instalação elétrica mal feita incendiou a "Terceira", matando cerca de 200 pessoas. Em 26 de outubro de 1915, nova tragédia: a barca "Sétima" naufragou nas proximidades da Ponta d'Areia, após se chocar contra uma rocha, matando 28 passageiros, quase todos alunos do Colégio Salesiano de Niterói em excursão, que voltavam de um desfile em homenagem ao cardeal Arcoverde.

#### Revoltas populares e estatização
Desde o final do século XIX, o serviço era alvo de constantes críticas da imprensa, por conta de atrasos e de problemas nas embarcações. Em dezembro de 1925, o preço das passagens aumentou para 600 réis (ida e volta). Houve várias revoltas populares, com a vandalização da estação de Niterói e a depredação de embarcações. As barcas "Nichtheroy", "Sétima" e "Gragoatá" foram bastante danificadas na ocasião.
Em 1959, houve a maior de todas as revoltas populares contra as barcas. Populares se voltaram contra a família Carreteiro, proprietária da CCVF e também das companhias "Frota Carioca" e "Frota Barreto", incendiando primeiramente a estação de Niterói, e depois atacando as residências dos acionistas da empresa. Nos confrontos com as tropas do Exército que foram acudir a polícia, foram mortas seis pessoas e outras 118 ficaram feridas. A Revolta das Barcas, como o episódio ficou conhecido, acabou por provocar a estatização do serviço.
Nos dias seguintes após a "Revolta das Barcas", o Governo Federal cassou a concessão particular do serviço e disponibilizou embarcações da Marinha para a travessia dos passageiros. Em 1962, através do decreto Nº 825, foi criada a "Serviços de Transporte da Baía da Guanabara" (STBG), vinculada ao Ministério da Viação e Obras Públicas, que encampou as embarcações pertencentes às companhias "Frota Carioca", "CCVF" e "Frota Barreto". Naquele mesmo ano, o Arsenal de Marinha iniciou o projeto de novas lanchas – embarcações monocasco com capacidade para dois mil passageiros e propelidas por dois motores de 745 cavalos-vapor. Até 1965, seriam construídas as barcas "Vital Brazil", "Santa Rosa", "Martim Afonso", "Visconde de Morais", "Paquetá" e "Icaraí". As quatro lanchas oriundas da antiga "Frota Barreto" continuaram em uso por mais alguns anos: "Alcântara", "Itapuca", "Fonseca" e "Ingá". Estas lanchas tinham capacidade para 500 passageiros. As quatro lanchas de mil lugares da antiga "Frota Carioca" também foram utilizadas pela STGB: "Lagoa", "Neves", "Maracanan" e "Itaipu". Da antiga CCVF, foram mantidas as velhas barcas a vapor "Terceira" e "Guanabara", com mais de 50 anos de uso, e também as lanchas "Gávea" e "Leblon", com capacidade para 800 passageiros.

#### Transtur Aerobarcos do Brasil Transportes Marítimos S/A
Em 28 de março de 1969, chegava ao Rio de Janeiro, o primeiro aerobarco comercial do Brasil, o "Freccia Di Rio" (Flecha do Rio), oriundo da Itália e a bordo do navio "Celestino", a embarcação era do tipo hidrofólio, semelhante às embarcações que operavam no Rio da Prata entre Colonia del Sacramento, Uruguai, até Buenos Aires, na Argentina.
A embarcação foi projetada pela Supramar A.G. e foi construída no estaleiro Rodriquez Cantieri Navali, em Messina, Itália. A embarcação  capacidade para 70 passageiros, velocidade de 33 nós (61,1km/h), cobria o percurso Rio x Niterói em 5 minutos, fez testes na Baía da Ilha Grande surpreendendo moradores locais e turistas, operou entre Rio x Niterói em caráter experimental até ser repassada à iniciativa privada, assim nasceu a Transtur Aerobarcos do Brasil Transportes Marítimos S/A no ano seguinte. 
Em 1971, adquiriu mais três aerobarcos de médio porte: "Flecha Fluminense", "Flecha de Itaipu" e o "Flecha das Ilhas" e quatro aerobarcos pequeno porte: "Flecha do Ingá", "Flecha de Jurujuba", "Flecha de Paquetá" e o "Flecha do Ingá", mais tarde a Transtur passaria a explorar também o serviço seletivo no trecho Praça XV x Paquetá e com um estaleiro próprio localizado no bairro da Ribeira, no Rio de Janeiro, a TRANSNAVE. A empresa também operou em caráter experimental o trecho Rio x Cabo Frio aos sábados. A empresa também possuía funcionárias "maremoças" uma paródia das "aeromoças" de aviões.  
Em 1976, a STGB S/A decidiu vender os três aerobarcos hovermarines à Transtur, alegando alto custo de manutenção e operação, são eles: Guaratiba, Gávea e Gragoatá. Com isso, a Transtur adquiriu mais uma embarcação: Flecha de Angra, o maior aerobarco da empresa, com isso a empresa estreou naquele ano o trecho Praça XV x Ribeira, com a estação sendo construída ao lado do estaleiro.
Em 1978, a empresa adquiriu mais três aerobarcos de médio porte: Flecha de Ipanema, Flecha de Icaraí e o Flecha da Ribeira.
Em 1996, a Transtur muda de nome para "Jumbo Cat", o que foi alvo de vários trocadinhos e foi citada no meme "King Size do Rio de Janeiro". A empresa adquiriu mais duas embarcações do tipo catamarã, algo nunca visto desde então. As duas lanchas não possuíam hélices, nem lemes, mas hidrojatos  que geravam a propulsão, tinham capacidade para 420 passageiros e atingiam a velocidade de 31 nós, cobrindo o percurso Rio x Niterói em 7 minutos, foram construídas no estaleiro Kvaerner Fjellstrand, em Singapura. As duas lanchas foram um sucesso na época, atraindo muitos passageiros.
Em 1999, o estaleiro TRANSNAVE faz a modernização três aerobarcos: "Flecha das Ilhas", "Flecha de Itaipu" e "Flecha de Niterói", reforma essa baseada nos catamarãs da empresa. Naquele mesmo ano, o catamarã Jumbo Cat II realiza um teste fazendo o percurso Praça XV x Barra da Tijuca.
Em 2003, a Transtur adquiriu sua última embarcação, "Pégasus", oriunda do Pará, de propriedade da empresa Bannach, operava de aluguel, tinha capacidade para 280 passageiros.
Em 2008, a empresa encerrou as atividades devido a acidentes e dificuldades financeiras.

#### Construção da Ponte Rio–Niterói
A partir da década de 1960, as barcas entre Rio e Niterói se tornaram o sistema hidroviário mais carregado do mundo, com mais de 180 mil passageiros transportados todos os dias. Tal situação acelerou a necessidade de uma ligação alternativa entre as duas cidades.
Desde o século anterior, já se imaginava a construção de uma ponte cortando a Baía da Guanabara, mas foi somente no final dos anos 1960 que se iniciou a construção da via, inaugurada em 4 de março de 1974. A Ponte Rio-Niterói provocou a extinção do sistema de balsas para automóveis e caminhões, que era explorado por companhias particulares que não haviam sido afetadas pela estatização.
Em 1977, como parte do processo de fusão entre os Estados do Rio de Janeiro e a antiga Guanabara, o Governo Federal transferiu o serviço de barcas para a esfera estadual. A STBG passou a se chamar "Companhia de Navegação do Estado do Rio de Janeiro" (CONERJ). Com viagens superlotadas e sucateamento das embarcações, a CONERJ recebia constantes críticas da população e da imprensa pelos serviços prestados.

#### Barcas S/A

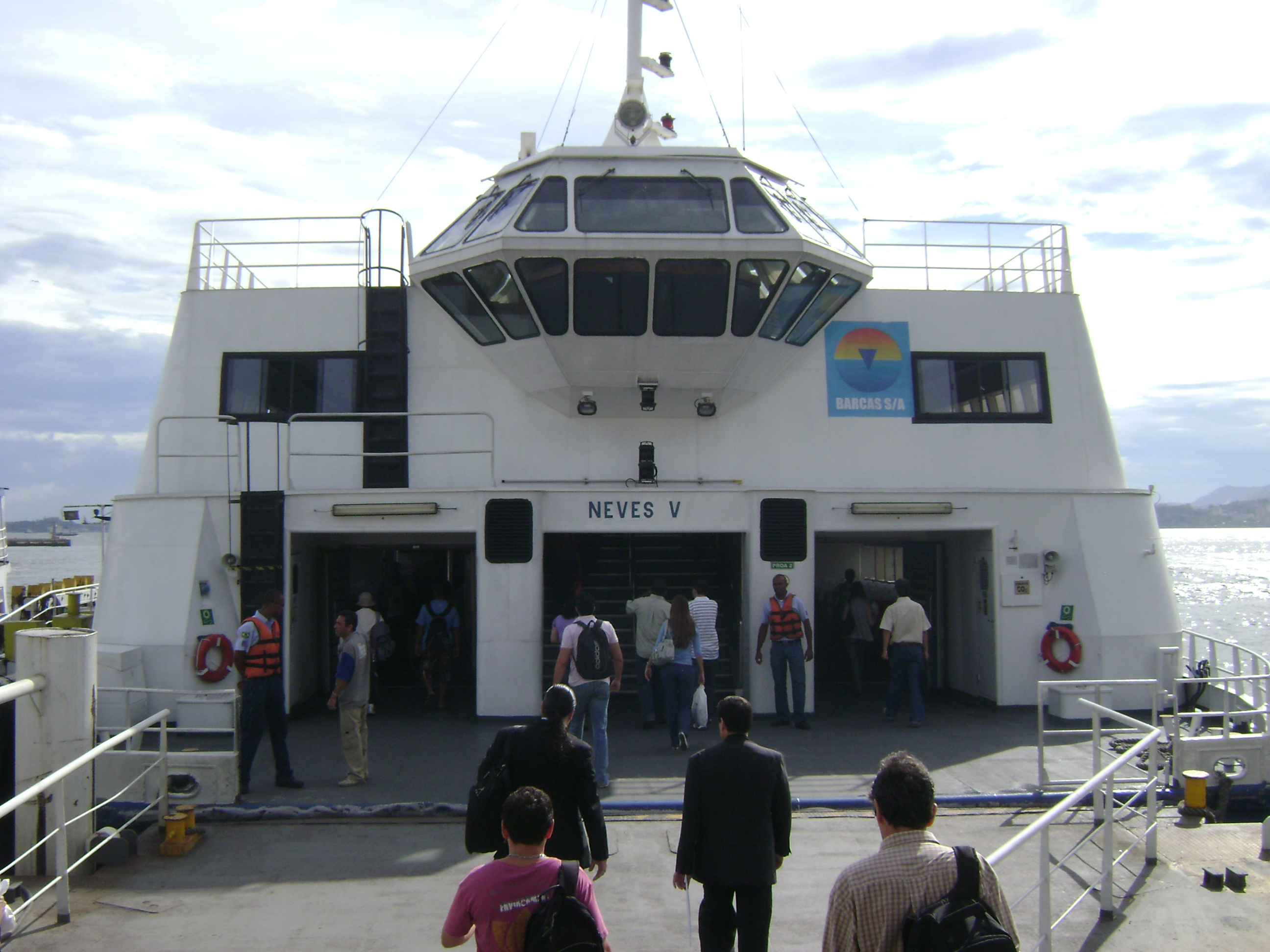
Barca Neves V em 2011 com a logomarca da Barcas S/A

Em 1998, em meio ao processo de reformas econômicas de liberalização e desestatização empreendido pelo então governador Marcello Alencar, a CONERJ foi privatizada. Assumiu um consórcio de empresas entre elas a Auto Viação 1001 que renomeou a empresa com o nome de "Barcas S/A". Foram feitos investimentos imediatos na melhoria do serviço e na reforma das oito embarcações legadas pela antiga CONERJ. Ao longo do ano seguinte, cerca de 70% da frota passou por revisões e reformas, e a operação na linha Rio–Niterói passou a contar com oito embarcações ao invés das três anteriores.
Em 2000, dando continuidade às reformas e reestruturação da empresa, foi reformado o terminal da Praça XV, o que incluiu a restauração completa do prédio histórico, além da recuperação das áreas marítimas da estação, pontes, flutuantes e estacas. Neste mesmo ano, a Barcas S/A foi certificada segundo normas da ISO 9001. Os investimentos não pararam, com as obras da Ponte Rio - Niterói naquele ano, a Barcas S/A adquiriu mais duas lanchas em sua frota, oriundos da Bacia de Campos, as embarcações que antes transportavam tripulação para as plataformas de petróleo da Petrobrás, passaram a fazer o serviço seletivo entre Praça XV x Niterói e posteriormente Praça XV x Paquetá e Praça XV x Ribeira, são elas: Express Brasil e Express Macaé, com uma estrutura muito semelhante aos antigos hovermarines que operaram na Baía de Guanabara entre os anos de 1970 e 1980, as embarcações eram classificadas como surface effect ship (SES).
Essas embarcações deram muita dor de cabeça para a empresa e para a concorrente Transtur que alegou ser uma "concorrência desleal", pois a empresa tinha exclusivamente no serviço seletivo na Baía de Guanabara, o que criou uma briga judicial entre as duas empresas que se prolongou até 2005, com a Transtur sendo a vencedora no processo .
Em 2001, a concessionária adaptou e destinou uma embarcação para recolher, diariamente, o lixo flutuante nos arredores das pontes de atracação e nas rotas náuticas das embarcações. A barca "Cata-Lixo", como foi nomeada, recolhia, em média, 500 quilogramas de lixo por dia e se tornou um projeto ambiental de referência. 
Em 2002, foi reformada a estação de Paquetá.
Em 2003, o estaleiro Barcas-Rodriquez foi inaugurado, marcando o processo de reativação da indústria naval fluminense. Para atender à fabricação das novas embarcações, foi feita a reforma do antigo Estaleiro Cruzeiro do Sul. A tradicional cerimônia do batimento de quilha deu início aos trabalhos e à construção do catamarã "Zeus" no local. Naquele mesmo ano, também se inaugurou o "Centro de Tecnologia Aplicada Cecília de Souza Antunes" (CTA), a fim de treinar e formar mão de obra qualificada destinada à construção das novas embarcações da empresa.
O ano de 2004 foi marcado pela inauguração de uma nova linha seletiva: Rio–Charitas, a embarcação que fez a estreia nessa nova linha foi o "Express Brasil" e operou provisoriamente até 2005 e foi substituído pelo catamarã "Avatares", pois a fabricação das novas embarcações em Niterói ainda não haviam terminado. Nos primeiros dois meses de operação, cerca de cinco mil usuários já eram transportados por dia. O primeiro catamarã construído no estaleiro Barcas-Rodriquez, o "Zeus", com capacidade para 238 pessoas, era equipado com ar-condicionado. Ao "Zeus", se seguiram as lanchas "Apolo" e "Netuno". O novo terminal hidroviário construído na Praia de Charitas foi projetado por Oscar Niemeyer e se tornou uma atração turística. Com dois mil metros quadrados e 700 metros quadrados de vidro para compor o salão panorâmico de embarque de passageiros, o espaço abriga lojas de conveniência e restaurante com vista panorâmica da enseada e da Baía de Guanabara. Um dos destaques de Charitas é o recuo da estação em relação à linha d'água e a construção de um píer sobre estacas com o objetivo de minimizar o impacto ambiental. Em 2005, teve início a integração entre modais na cidade de Niterói. As empresas Ingá, Miramar e 1001 participaram da iniciativa que visa a oferecer mais conforto e economia aos passageiros da linha seletiva Rio–Charitas.
Em 2006, a linha Praça XV–Cocotá substituiu a antiga linha Rio–Ribeira, com o objetivo de facilitar o acesso aos usuários da Ilha do Governador, por estar estrategicamente posicionada no centro da ilha. A integração entre modais, com uma tarifa promocional entre barcas e ônibus que operam na Ilha, também foi oferecida aos usuários no início da operação em Cocotá. A inauguração de dois catamarãs sociais, o "Gávea I" e o "Ingá II", também ocorreu naquele ano. Com tecnologia e design italianos, as embarcações, que possuem dupla proa, eliminaram a necessidade de manobra e reduziram o tempo de viagem na linha Rio–Niterói para 12 minutos. Com capacidade para 1 300 passageiros (900 sentados e 400 em pé), o catamarã social possui circuito interno de televisão, poltronas acolchoadas e um moderno sistema computadorizado de monitoramento e navegação. 
Em 2007, foi inaugurado o terceiro catamarã social, "Urca III", que seguiu os mesmos padrões de conforto e segurança dos anteriores. Nesse mesmo ano, foi contratada uma empresa especializada em gestão para impulsionar o desenvolvimento da concessionária e implantar um novo modelo de gestão com foco no cliente.
Em 2008, inaugurou seu Centro de Controle Operacional (CCO), que permitiu precisar, em tempo real, os horários de partida e chegada das embarcações, a localização das barcas e catamarãs, sua velocidade, destino e o número de passageiros presentes em cada uma delas. Neste mesmo ano, foi lançado o quarto catamarã social, o "Neves V", completando todas as ações projetadas para os primeiros dez anos da concessionária. No mês de maio deste ano, a barca "Boa Viagem" também foi completamente reformada.
O ano de 2009 começou com a entrada da embarcação "Pégasus" na operação. O catamarã, com capacidade para 174 passageiros, inaugurou uma nova fase no serviço prestado nas linhas Praça XV–Cocotá e Praça XV–Paquetá, reduzindo o tempo do percurso em cerca de 20 minutos e oferecendo mais conforto aos usuários. Em agosto, o catamarã "Express Macaé", originalmente construído para navegação em alto-mar, readaptado no estaleiro da concessionária para trabalho em baía, foi incluído na malha de viagens. Ao longo de todo o período, também foram feitas melhorias nas instalações das estações Praça XV e Praça Arariboia. A adaptação das estações e embarcações às necessidades de pessoas com deficiência, realizada no mesmo ano, recebeu um prêmio da Prefeitura de Niterói.

#### CCR Barcas

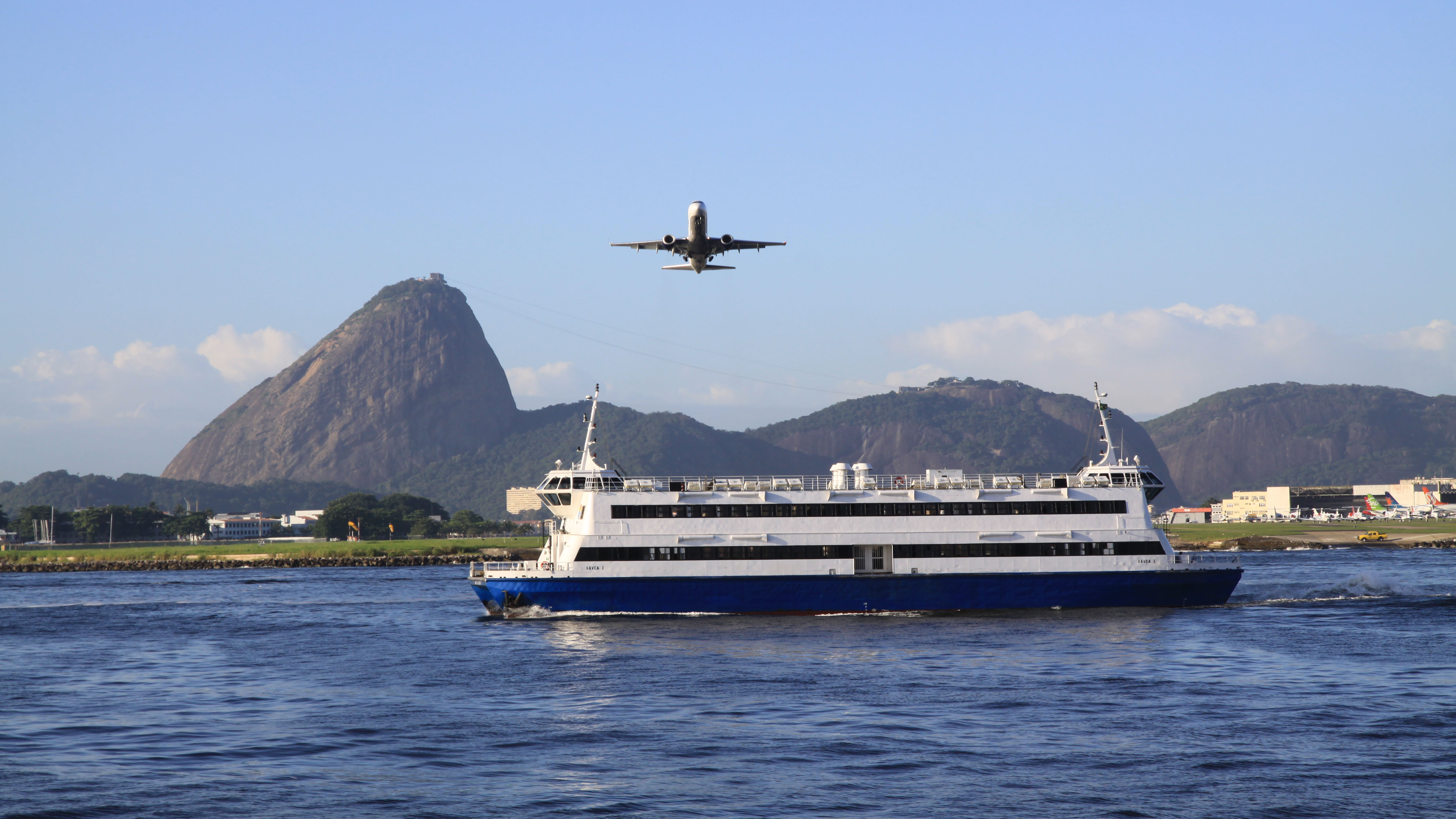
Barca Gávea I passando pelo Aeroporto Santos Dumont, ao fundo o Pão de Açúcar

Em 2012, 80% do capital da Barcas S/A foram adquiridos pelo Grupo CCR, que rebatizou a empresa com o nome de "CCR Barcas". A nova formação empresarial realizou obras de expansão no terminal de Niterói e de modernização nos terminais da Praça XV, Charitas, Paquetá e Cocotá. Também foram adquiridas novas lanchas e catamarãs, aumentando a capacidade de transporte de passageiros. Em 2013, foram investidos 39,5 milhões de reais em aportes (26 milhões de reais em obras e 13,5 milhões de reais em equipamentos). Em 2014, foram 21 milhões de reais (11,6 milhões de reais em obras e 9,4 milhões de reais em equipamentos). Mas, a partir de 2015, o valor investido caiu para 8,6 milhões de reais (7,4 milhões de reais em obras e 1,2 milhão de reais em equipamentos), sinalizando problemas de arrecadação. No mesmo ano informou ao Governo do Estado o interesse em devolver a concessão por conta de prejuízos nos 3 anos anteriores. No final de 2016, após uma drástica redução do quadro de funcionários, a empresa anunciou que desejava a rescisão do contrato com o governo estadual, alegando "descumprimento das normas contratuais pelo poder concedente". Após um impasse de meses, a Justiça do Rio de Janeiro anulou o contrato de concessão do serviço de barcas. A decisão foi anunciada na mesma semana em que o governo estadual divulgou novos estudos para linhas aquaviárias ligando o Centro do Rio de Janeiro à Baixada Fluminense.
Em 2022, anunciou que devolveria e não renovaria o contrato de concessão passados os 25 anos de exploração, em fevereiro de 2023, pois o estado teria uma dívida superior a R$ 1 bilhão, no entanto, o Governador Claudio Castro anunciou que as operações continuariam por mais um ano após o fim do contrato enquanto novos estudos são realizados pela UFRJ. Com pouco menos de 20 dias do fim da concessão, o Governo ainda tenta homologação de acordo com Grupo CCR, um acordo para prorrogar a concessão foi anunciado em 2022 mas até agora não foi homologado e o contrato de concessão já foi anulado na Justiça. A CCR Barcas já anunciou que vai encerrar as atividades na Baía de Guanabara no dia 11 de fevereiro, inclusive, com a dispensa de funcionários e fornecedores. O estudo para elaborar um novo modelo de concessão deve ficar pronto somente em maio, quatro meses após fim do contrato vigente. Houve protesto no Palácio Guanabara, sede do governo do estado, e por membros da Assembleia Legislativa do Rio (Alerj). As operações da empresa tiveram uma redução de cerca de 60% no tráfego de usuários entre 2000 e 2022, caindo de mais de 21 milhões para menos de 9 milhões por ano; a empresa diz que o sistema ainda não se recuperou da queda da pandemia e transporta cerca de 40 mil pessoas por dia.
A partir de 12 de fevereiro de 2025, a CCR Barcas deixou de operar o transporte aquaviário do Rio de Janeiro. O governo reconheceu a obrigação de indenizar a CCR em 750 milhões de reais pelos custos operacionais previstos no contrato.

#### Barcas Rio
Em novembro de 2024, uma nova concessão – no valor de cerca de R$ 1,9 bilhão – foi realizada, com contrato para 5 anos, prorrogáveis por mais 5. O novo consórcio é formado pelas empresas BK Consultoria, Internacional Marítima, Sudeste Navegação e Innovia Soluções Inteligentes.
O consórcio passou a operar as barcas em 12 de fevereiro de 2025. No mesmo dia, a Prefeitura de Niterói e o Governo do Estado assinaram um convênio que reduziu o valor da tarifa da linha Charitas ↔ Praça XV, que até então custava R$ 21, para R$ 7,70 (valor das demais linhas).
Em março de 2025, o Governo do Estado e a Prefeitura de Niterói assinaram mais um subsídio, diminuindo o valor da linha Arariboia ↔ Praça XV de R$ 7,70 para R$ 4,70. O custo mensal será pago da seguinte forma: R$ 2 milhões mensais pela prefeitura de Niterói e o restante pelo estado.

### Tabela do sistema
| Linha                        | Terminais                | Inauguração | Distância (m) | Duração das viagens (min) | Funcionamento                                                                                  |
| ---------------------------- | ------------------------ | ----------- | ------------- | ------------------------- | ---------------------------------------------------------------------------------------------- |
| Rio de Janeiro ↔ Niterói     | Praça XV Praça Arariboia | 1998        | 5 000         | 18                        | Dias úteis, das 5h40 às 23h30; Sábados das 5h30 ás 20h30; Domingos e feriados, das 5h30 às 20h |
| Rio de Janeiro ↔ Paquetá     | Praça XV Paquetá         | 1998        | 19 800        | 70                        | Dias úteis, das 5h30 às 00h; finais de semana e feriados, das 4h30 às 00h                      |
| Mangaratiba ↔ Ilha Grande    | Mangaratiba Abraão       | 1998        | 24 300        | 80                        | Diariamente, das 8h às 17h30                                                                   |
| Angra dos Reis ↔ Ilha Grande | Angra dos Reis Abraão    | 1998        | 23 890        | 80                        | Diariamente, das 10h às 17h30                                                                  |
| Rio de Janeiro ↔ Charitas    | Praça XV Charitas        | 2004        | 8 140         | 19                        | Dias úteis, das 6h30 às 21h                                                                    |
| Rio de Janeiro ↔ Cocotá      | Praça XV Cocotá          | 2006        | 13 700        | 55                        | Dias úteis, das 7h às 19h50                                                                    |

### Frota
A frota da Barcas Rio é composta por 17 embarcações, sendo 14 catamarãs e 3 barcas.

### Passageiros transportados
| Passageiros transportados por empresa (2000-2024) | Passageiros transportados por empresa (2000-2024) | Passageiros transportados por empresa (2000-2024) | Passageiros transportados por empresa (2000-2024) | Passageiros transportados por empresa (2000-2024) | Passageiros transportados por empresa (2000-2024) |
| Ano                                               | Total                                             | Empresa                                           | Ano                                               | Total                                             | Empresa                                           |
| ------------------------------------------------- | ------------------------------------------------- | ------------------------------------------------- | ------------------------------------------------- | ------------------------------------------------- | ------------------------------------------------- |
| 2000                                              | 21 455 407                                        | Barcas S/A                                        | 2013                                              | 28 944 928                                        | CCR Barcas                                        |
| 2001                                              | 16 591 019                                        | Barcas S/A                                        | 2014                                              | 28 453 300                                        | CCR Barcas                                        |
| 2002                                              | 16 591 019                                        | Barcas S/A                                        | 2015                                              | 26 936 453                                        | CCR Barcas                                        |
| 2003                                              | 14 646 365                                        | Barcas S/A                                        | 2016                                              | 24 044 358                                        | CCR Barcas                                        |
| 2004                                              | 15 778 985                                        | Barcas S/A                                        | 2017                                              | 19 992 284                                        | CCR Barcas                                        |
| 2005                                              | 15 130 083                                        | Barcas S/A                                        | 2018                                              | 19 425 814                                        | CCR Barcas                                        |
| 2006                                              | 19 415 351                                        | Barcas S/A                                        | 2019                                              | 20 781 715                                        | CCR Barcas                                        |
| 2007                                              | 22 892 314                                        | Barcas S/A                                        | 2020                                              | 8 572 865                                         | CCR Barcas                                        |
| 2008                                              | 24 364 689                                        | Barcas S/A                                        | 2021                                              | 5 832 022                                         | CCR Barcas                                        |
| 2009                                              | 24 958 103                                        | Barcas S/A                                        | 2022                                              | 10 335 918                                        | CCR Barcas                                        |
| 2010                                              | 26 685 135                                        | Barcas S/A                                        | 2023                                              | 13 428 425                                        | CCR Barcas                                        |
| 2011                                              | 29 403 411                                        | Barcas S/A                                        | 2024                                              | 12 991 927                                        | CCR Barcas                                        |
| 2012                                              | 28 925 457                                        | CCR Barcas                                        |                                                   |                                                   |                                                   |
| Fonte: Agetransp                                  |                                                   |                                                   |                                                   |                                                   |                                                   |

| Passageiros transportados por empresa por ano (2000-2024) |
|                                                           |
| Barcas S/A: laranja; CCR Barcas: marrom. Fonte: Agetransp |

## Controvérsias

### CPI das Barcas
Em fins de 2008, antes de o grupo CCR assumir o controle acionário da concessionária Barcas S/A, quando adquiriu 80% das ações da empresa, foi instaurada, na Assembleia Legislativa do Estado do Rio de Janeiro, uma comissão parlamentar de inquérito (CPI). A "CPI das Barcas", como foi chamada, foi deflagrada por um acidente ocorrido na estação Paquetá, onde 25 pessoas ficaram feridas devido à queda de uma rampa de acesso às embarcações.
Presidida pelo deputado estadual Gilberto Palmares, a CPI teve, como principal objetivo, averiguar não apenas as causas deste e de outros acidentes, mas também o descumprimento de alguns pontos do contrato de concessão, como a disponibilização de um número de vagas inferior ao previsto em horários de pico.
No relatório final da CPI, aprovado em 9 de junho de 2009 (e votado em agosto), foram apresentadas 64 propostas, dentre as quais o retorno da barca nos horários da madrugada, a redução da tarifa em certos trechos e a construção de estações no porto do Rio de Janeiro e em São Gonçalo (que representa aproximadamente 40% dos passageiros que fazem a travessia Praça XV-Niterói). Além dessas recomendações, o relatório apresentou, ainda, regras para que, em futuros contratos de concessão, seja proibido o controle acionário por parte de investidores de modais concorrentes, numa referência ao fato de o principal acionista da Barcas S/A (com 53% das ações da concessionária) ser o Grupo JCA.
No dia 2 de julho de 2012, o Grupo CCR assumiu o controle acionário da concessionária Barcas S/A, adquirindo 80% das ações da empresa. Com a chegada da CCR, um dos maiores grupos privados de concessões de infraestrutura da América Latina, a concessionária passou a se chamar CCR Barcas, com a promessa de iniciar uma série de melhorias para o início de uma nova fase na prestação do serviço.